# ロバート・ジェイムソン
ロバート・ジェイムソン（Robert Jameson、1774年7月 - 1854年4月19日）は、スコットランド生まれの博物学者・鉱物学者・地質学者・地球科学者である。

## 人物
スコットランドのリース (Leith) に生まれた。エディンバラ大学で医学、植物学、化学、博物学を学んだ。エディンバラ大学の地質学のレジウス教授職のジョン・ウォーカー (John Walker) の助手として、大学の自然史学コレクションの収集を行い、アラン諸島、ヘブリディーズ諸島、オークニー諸島などの調査を行った。1800年から1801年の間はドイツのフライベルク鉱山学校で、アブラハム・ゴットロープ・ウェルナーに学んだ。1804年にレジウス教授職を継ぎ、15年間、その職を務め大学のコレクションを充実し、多くの地質学者を育てた。また1808年に博物学の学会、ウェルネリアン自然史協会（Wernerian Natural History Society）を設立し、エジンバラ大学博物館の管理官も務めた。 
岩の起源についてウェルナーの水成説の立場にたち、火成説のジェームズ・ハットンの死後にエディンバラで水成説の代表的な論者となった。1819年にディヴィッド・ブリュースターとともに Edinburgh Philosophical Journal を創刊した。ジェイムソンの収集した、74,000以上の動物学や地質学の試料は大英博物館についで多いコレクションとなっている。
毛鉱（Jamesonite、Pb4FeSb6S14）は、ジェイムソンにちなんで命名された。

## 著書
- Mineralogy of the Scottish Isles (1800)
- A System of Mineralogy (1804, 1808; 3 Auflagen)
- Elements of Geognosy (1809)
- Manual of Mineralogy (1821)